# Regering-Lambertz I
De regering-Lambertz I (6 juli 1999 - 6 juli 2004) was een regering van de Duitstalige Gemeenschap, onder leiding van Karl-Heinz Lambertz. De regering bestond uit de drie partijen: SP, PFF en Ecolo. Ze volgde de regering-Maraite III op, na de verkiezingen van 13 juni 1999 en werd opgevolgd door de regering-Lambertz II, die gevormd werd na de verkiezingen van 13 juni 2004.

## Vorming
Normaal zouden de CSP en SP een nieuwe regering vormen, maar daar werd echter een stokje voor gestoken door de Waalse formateurs Philippe Busquin (PS), Louis Michel (PRL) en Isabelle Durant (Ecolo) die zich gingen moeien in de formatie van de Duitstalige Gemeenschapsregering. Zij wilde na hun electoraal succes overal dezelfde paars-groene regeringen zien. Hierdoor werd de CSP buiten spel gezet en werd de regering-Lambertz I gevormd, een coalitie van SP, PFF en Ecolo.
De drie partijen omschreven de historische wissel van de meerderheid in Duitstalig België als een resultaat van 'de schreeuw om vernieuwing', en niet van een dictaat van de partijvoorzitters vanuit Namen. Toch bleef het scepsis rond de wissel groot. Niet alleen druk uit Namen heeft meegespeeld, ook de overweging dat een meerderheid in Duitstalig België de afspiegeling moest zijn van de meerderheid in het Waals Gewest. Duitstalig België hing van dat gewest af voor een groot aantal materies.
Karl-Heinz Lambertz erkende dat zijn partij voor de verkiezingen de wens had uitgedrukt voort met de CSP te regeren. Maar volgens Lambertz moest met de wens van de kiezer rekening worden gehouden. Daarmee verwees hij naar het feit dat CSP één zetel was verloren aan de PFF.
De onderhandelaars kwamen overeen het ambt van gemeenschapssenator toe te wijzen aan de SP, en het voorzitterschap van het Parlement van de Duitstalige Gemeenschap aan de PFF.

## Verloop
Deze regering streefde naar meer autonomie voor de Duitstalige gemeenschap en een lossere band met Wallonië. Minister-president Karl-Heinz Lambertz (SP) hekelde de invloed van de Waalse regering en Franstalige partijvoorzitters. Volgens hem bepaalden zij de beleidsruimte van de gemeenschap. Door onderhandelingen met de Waalse regering hoopten de Duitse Belgen nieuwe bevoegdheden te verwerven. Hun strategie was om meer autonomie te verwerven, maar wel geleidelijk aan.
Tijdens deze legistratuur werd de Duitstalige gemeenschapsregering ook bevoegd voor Tewerkstelling (arbeidsmarktbeleid). Dat werd mogelijk gemaakt door de overdracht van de bevoegdheid van het Waals Parlement naar het Parlement van de Duitstalige Gemeenschap.
In 2002 kregen alle 70.000 inwoners een DG-autosticker in de bus. Ze kregen die sticker gratis van het ministerie van de Duistalige Gemeenschap. DG staat voor Deutschsprachige Gemeinschaft, maar ook voor Deine Gemeinschaft (Jouw Gemeenschap) en dat was meteen het motto van de campagne. De actie had de bedoeling om de initialen beter bekend te maken bij de eigen mensen, maar ook in het buitenland.

## Samenstelling[5]
| Ambtsbekleder | Ambtsbekleder | Ambtsbekleder              | Ministerie | Partij |
| ------------- | ------------- | -------------------------- | --- | ------ |
|               |               | Karl-Heinz Lambertz (1952) | Minister-president en minister Tewerkstelling, Gehandicaptenbeleid, Media, Sport, Beleidscoördinatie, Buitenlandse betrekkingen, Personeel, Financiën en Infrastructuur | SP     |
|               |               | Bernd Gentges (1943)       | Minister Onderwijs en Opleiding, Cultuur en Toerisme | PFF    |
|               |               | Hans Niessen (1950)        | Minister Jeugdbeleid, Monumentenbescherming, Sociale Zaken en Permanente vorming                                                                                        | Ecolo  |

### Opmerkingen
- Dit is de eerste, en tot nu toe, de enige regering waarin de Duitstalige groenen werden in vertegenwoordigd.

Fagnoul · 
Maraite I · 
Maraite II · 
Maraite III · 
Lambertz I · 
Lambertz II · 
Lambertz III ·
Paasch I · 
Paasch II · 
Paasch III